# 新民屯镇
新民屯镇是中国辽宁省沈阳市辽中区下辖的一个镇。1925年发生的新民屯戰鬥。

## 行政区划
桥头溪乡下辖以下地区：
新东社区、新西社区、前村、三台子村、三家子村、土堡子村和中后村。